# Neta salmonicolor
Neta salmonicolor är en svampart som först beskrevs av Shearer, och fick sitt nu gällande namn av de Hoog 1985. Neta salmonicolor ingår i släktet Neta, divisionen sporsäcksvampar och riket svampar.   Inga underarter finns listade i Catalogue of Life.